# Gare de Frontenex
La gare de Frontenex est une gare ferroviaire française de la ligne de Saint-Pierre-d'Albigny à Bourg-Saint-Maurice (dite aussi ligne de La Tarentaise), située sur le territoire de la commune de Frontenex, à proximité du centre ville, dans le département de la savoie en région Auvergne-Rhône-Alpes.
C'est une halte voyageurs de la Société nationale des chemins de fer français (SNCF), desservie par des trains express régionaux TER Auvergne-Rhône-Alpes toute l'année.

## Situation ferroviaire

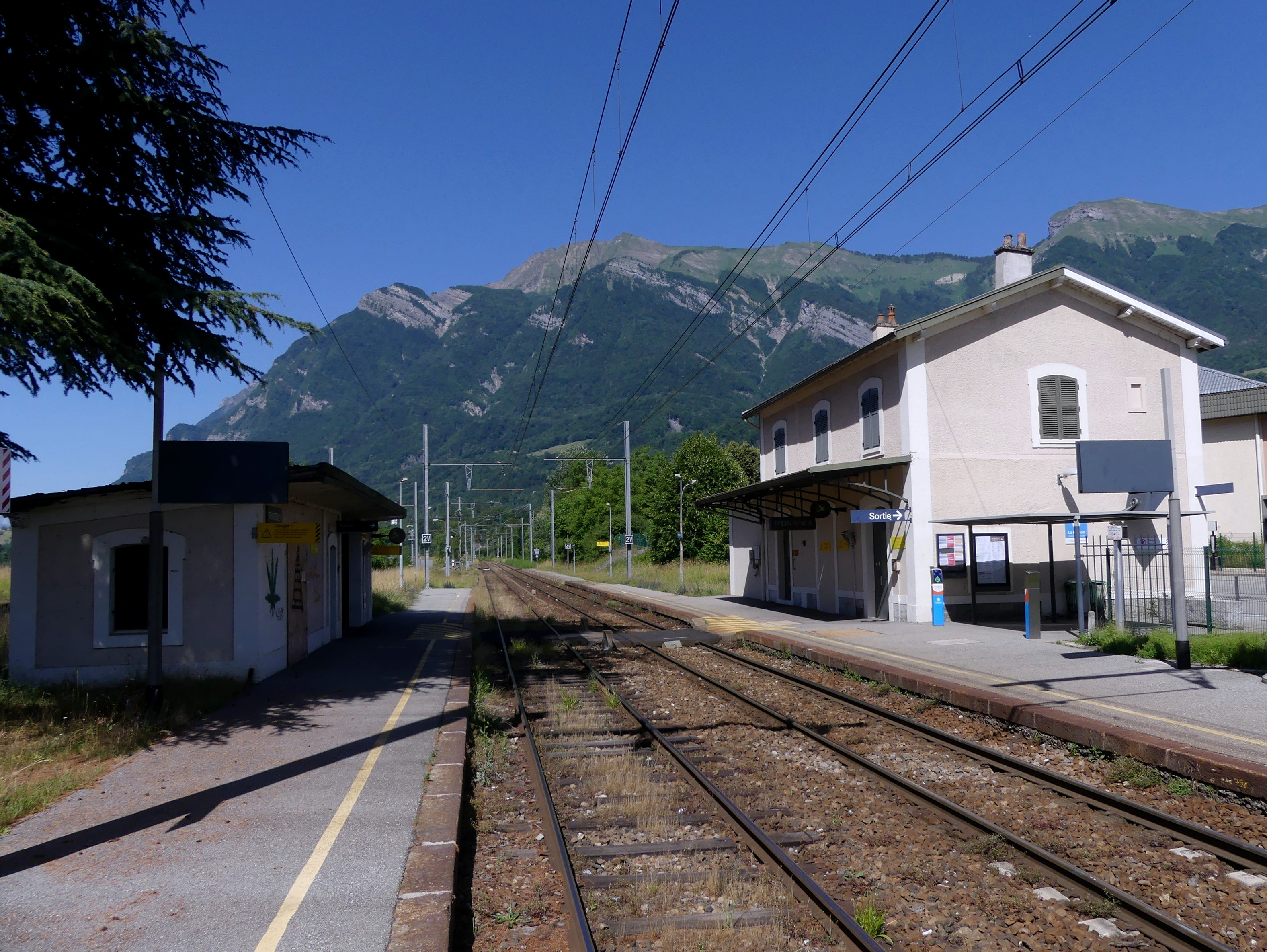
Quais et voies de la gare.

Établie à 320 mètres d'altitude, la gare de Frontenex est située au point kilométrique (PK) 15,887 de la ligne de Saint-Pierre-d'Albigny à Bourg-Saint-Maurice (ou ligne de La Tarentaise) entre les gares ouvertes de Grésy-sur-Isère et d'Albertville. En direction d'Albertville s'intercale la gare fermée de La Rachy-Gilly.

## Histoire
En 1911, dans la nomenclature des gares, stations et haltes de la Compagnie des chemins de fer de Paris à Lyon et à la Méditerranée (PLM), Frontenex porte le numéro d'ordre 15 sur la ligne Saint-Pierre-d'Albigny à  Albertville, entre les gares des Grésy-sur-Isère (no 14) et La Rachy (no 16). En 1934 il est expédié 1 280 tonnes de pommes.

## Service des voyageurs

### Accueil
Halte SNCF c'est un point d'arrêt non géré (PANG). Elle dispose de deux quais avec abris. 
La traversée des voies s'effectue par le passage de niveau piéton situé au centre de la gare.

### Desserte
La gare de Frontenex est desservie par des trains TER Auvergne-Rhône-Alpes sur les relations :
- Aix-les-Bains-Le Revard ↔ Chambéry - Challes-les-Eaux ↔ Albertville ↔ Moûtiers - Salins - Brides-les-Bains ↔ Bourg-Saint-Maurice
- Lyon-Part-Dieu ↔ Chambéry - Challes-les-Eaux ↔ Albertville ↔ Moûtiers - Salins - Brides-les-Bains ↔ Bourg-Saint-Maurice (uniquement les samedis en saison hivernale)[6].

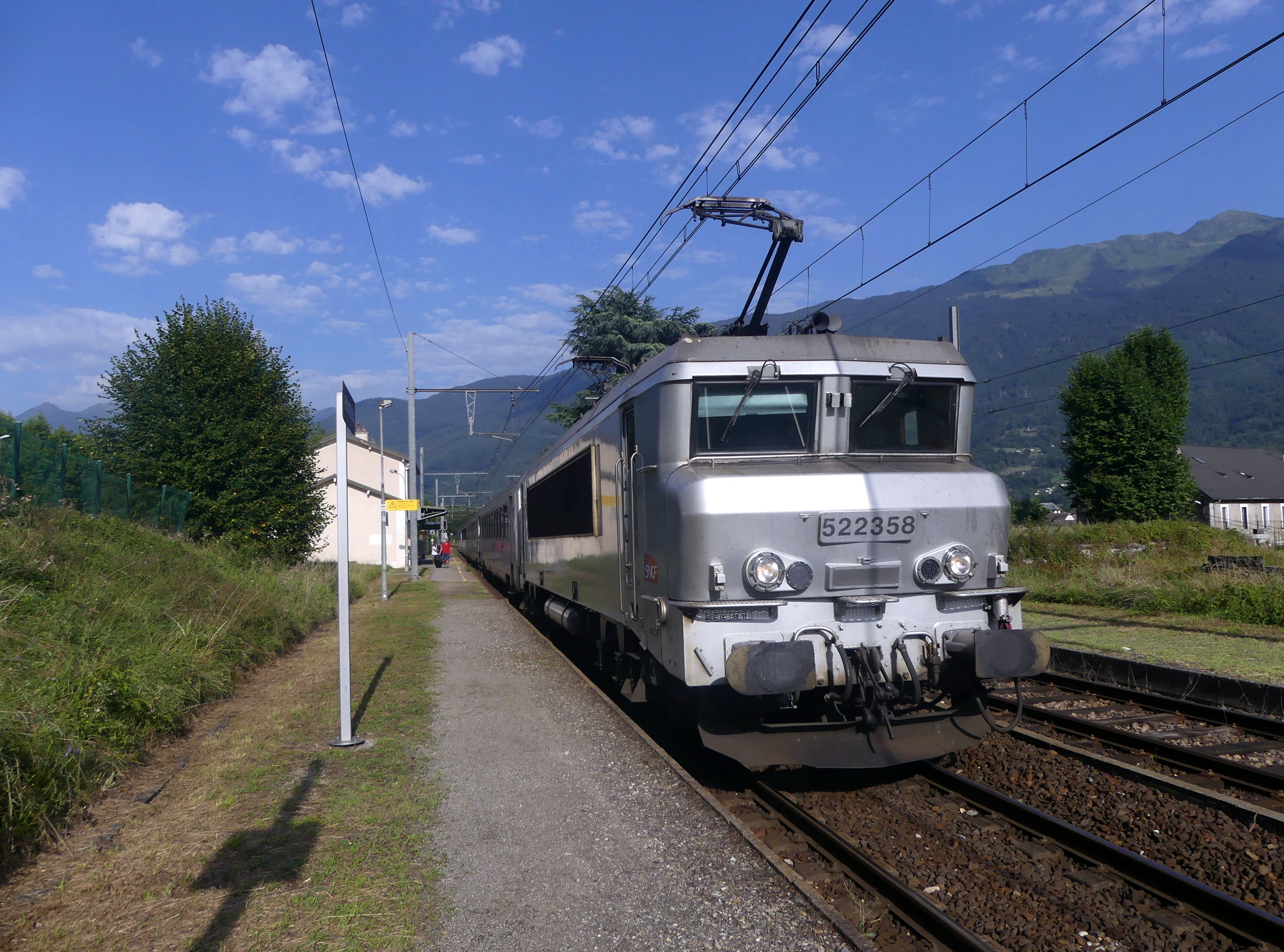
Un TER pour Chambéry en gare.

### Intermodalité
Un parc pour les vélos et parking pour les véhicules sont aménagés.

Installations de la halte
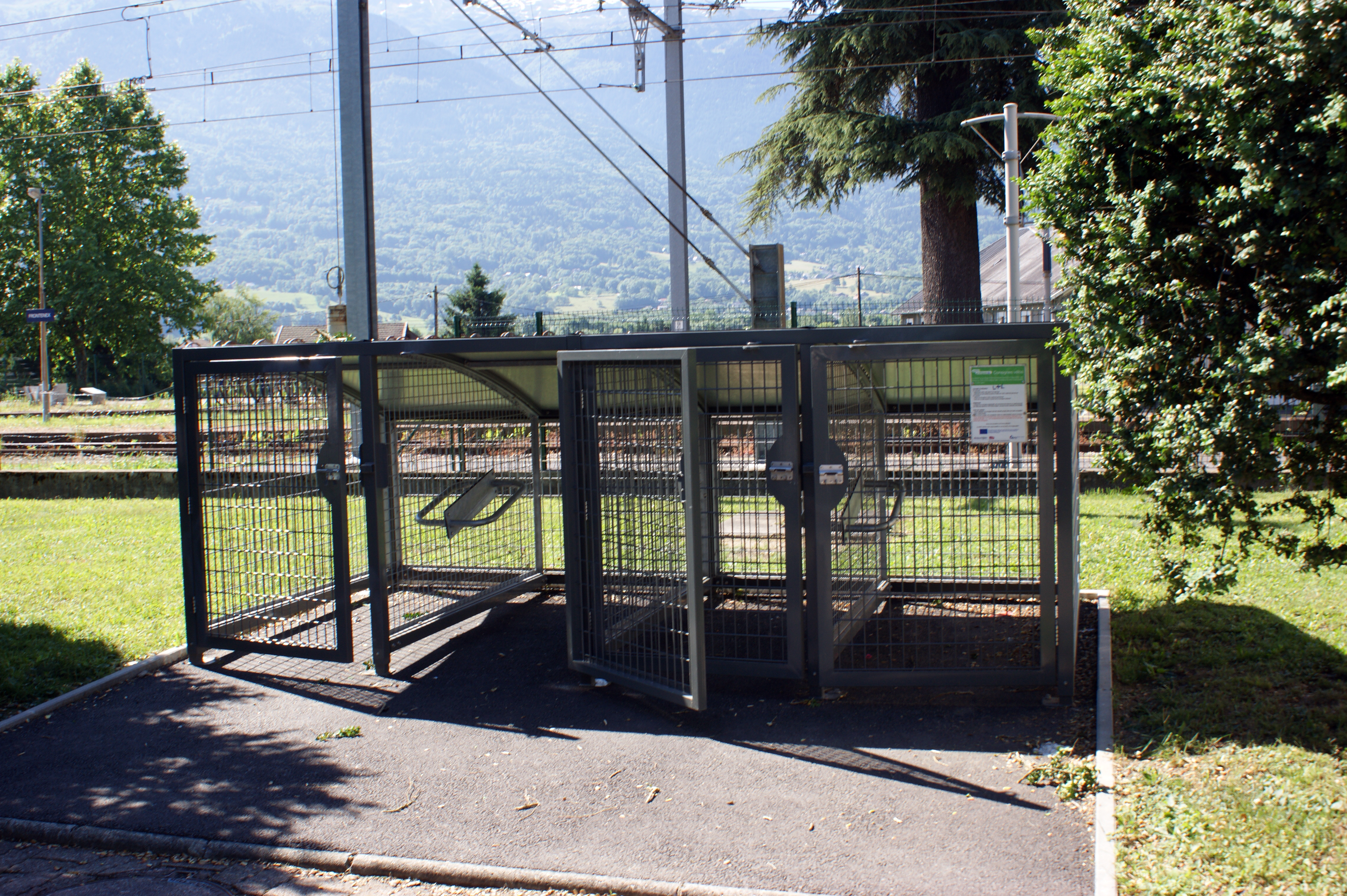
Le parc à vélos de la gare.
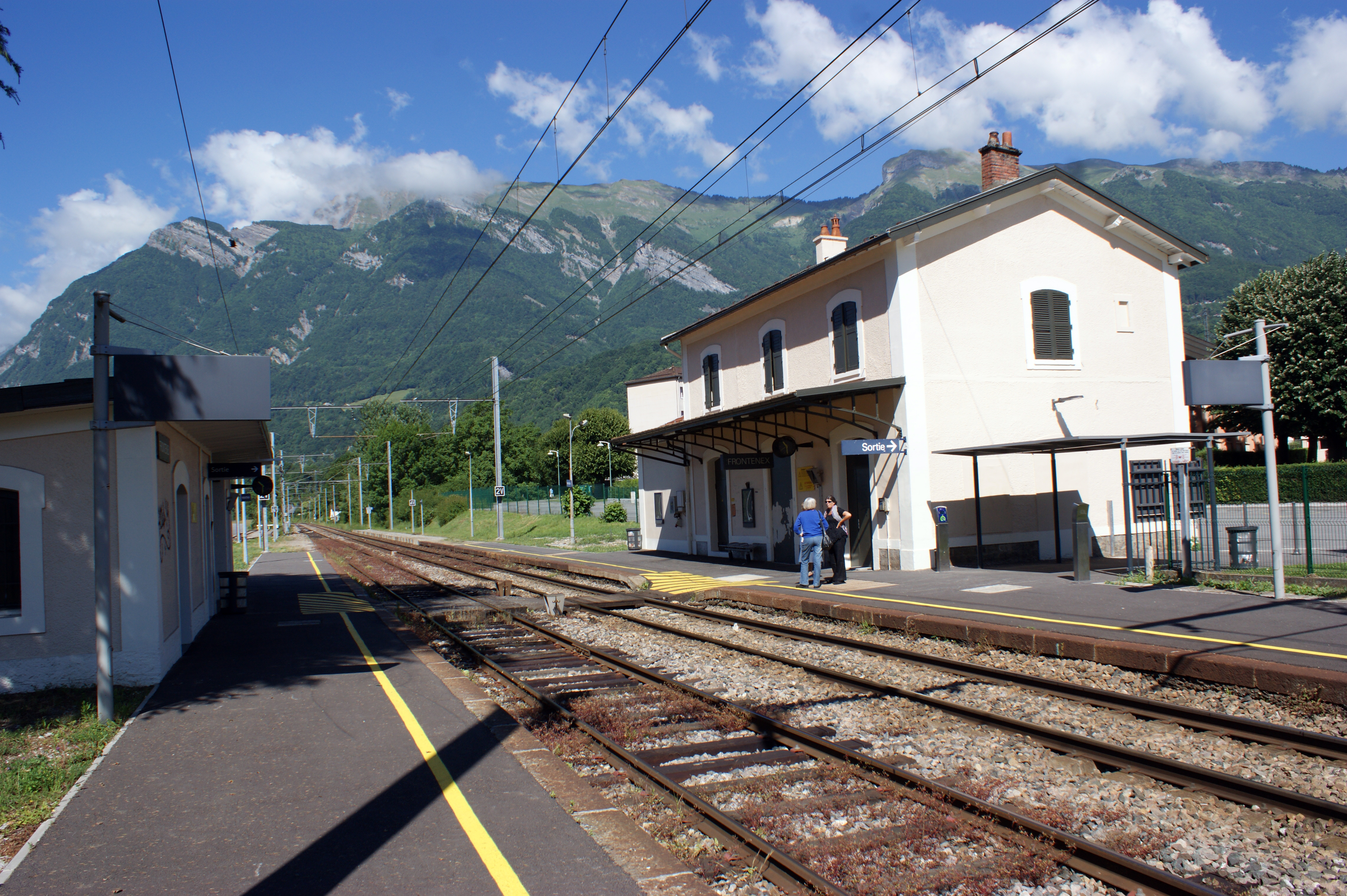
Vue d'ensemble.
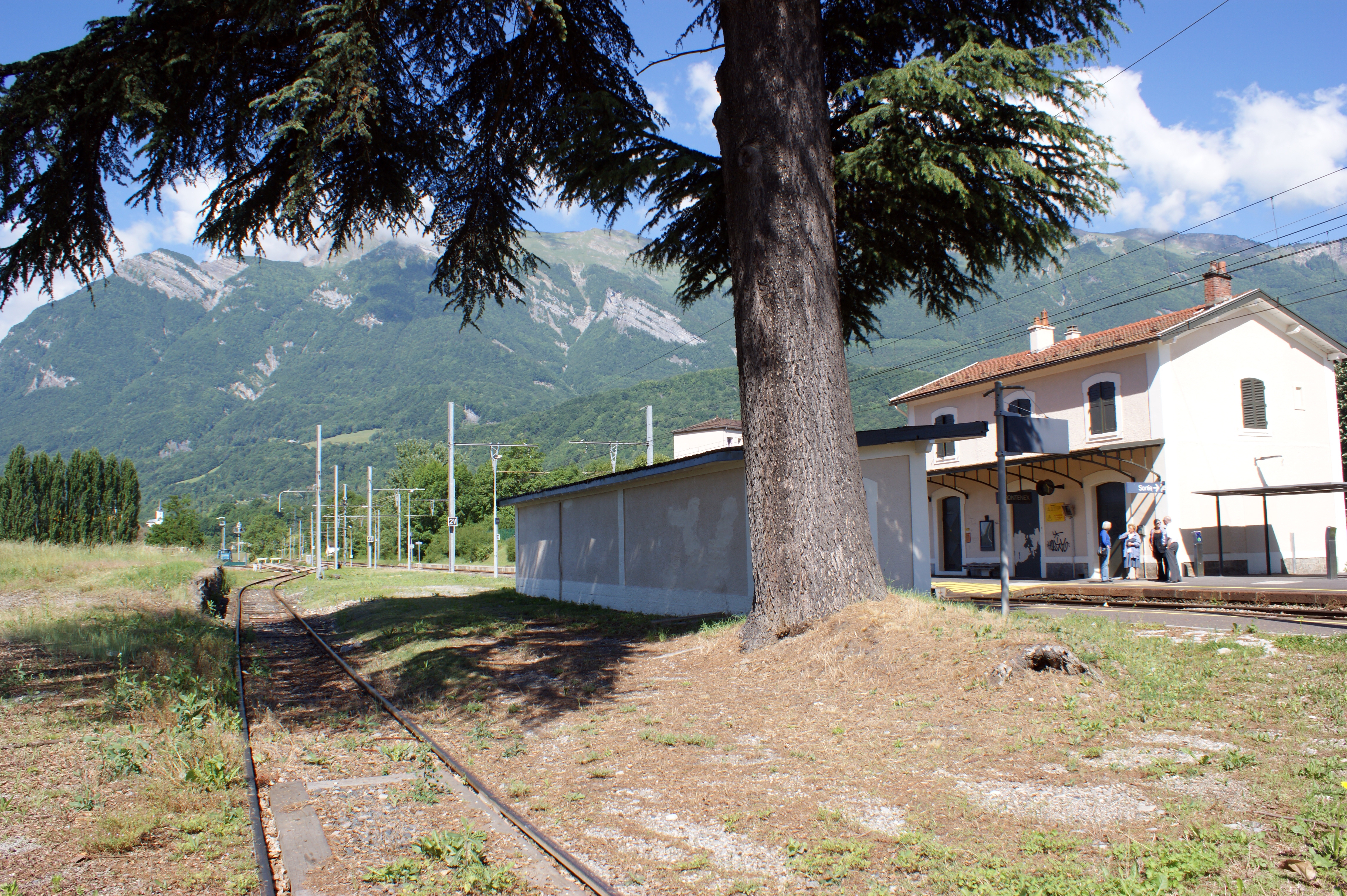
Une voie de service de la gare.

## Service des marchandises
La gare de Frontenex possède une Installation Terminale Embranchée (ITE) de gaz appartenant à Totalgaz. Des wagons citernes y étaient régulièrement acheminés pour y être dépotés jusqu'en 2016. 